# 11460 Juliafang
11460 Juliafang este o planetă minoră (asteroid) din centura de asteroizi. A fost descoperită pe 1 martie 1981 la Observatorul Siding Spring de Schelte J. Bus. 
Obiectul prezintă o orbită caracterizată de o semiaxă mare de 2,2435644 UAi, o excentricitate de 0,11, o înclinație de 5,09291 ° în raport cu ecliptica.